# كبر (جزيرة)
كبّر جزيرة كويتية رملية سواحلها منخفضة، وهي الجزيرة الثالثة من الجنوب بعد جزيرة أم المرادم وجزيرة قاروه. وهي جزيرة صغيرة الحجم تبلغ مساحتها 140 ألف متر مربع وطولها من الشرق إلى الغرب 370 مترا ومن الشمال إلى الجنوب 290 مترا وهي غير مأهولة وخالية من السكان.
تبعد الجزيرة عن الفحيحيل 34 كيلو متر وعن ساحل الزور 30 كيلو متر وعن رأس السالمية (رأس الأرض) 49 كيلو متر، كما تبعد عن جزيرة أم المرادم 40 كيلو متر، وعن جزيرة فيلكا 29 كيلو متر جنوباً، وتبعد 33 كيلو متر شمال غربي جزيرة قاروه.

## التسمية
سميت بكبّر لوجود نبات الشفلح الأحمر اللون الذي يسمى أيضا بالكبّر آو القَبّار، ويقال أيضا بآن سبب تسميتها بكبّر لأنها مرتفعة عن سطح الأرض، وتشاهد عن بعد فهي كبّر متكبر أي كبير الرأس، وفيها بعض الأكواخ التي تسمى كبّر.

## طبيعتها
شواطئها رملية من جهة الشمال أما الجهة الشرقية والغربية والجنوبية فبها بعض الصخور وخصوصا الجهة الغربية وتكثر بها الشعاب المرجانية من جهاتها الأربع فتضفي عليها منظرا بديعا، يرتفع سطحها في الوسط 8 أقدام عن سطح البحر وينخفض تدريجيا في إتجاه الساحل. يبلغ معدل درجة حرارتها في فصل الصيف 39 درجة مئوية، وتنخفض في الليل إلى 27 درجة مئوية.

## تميزها

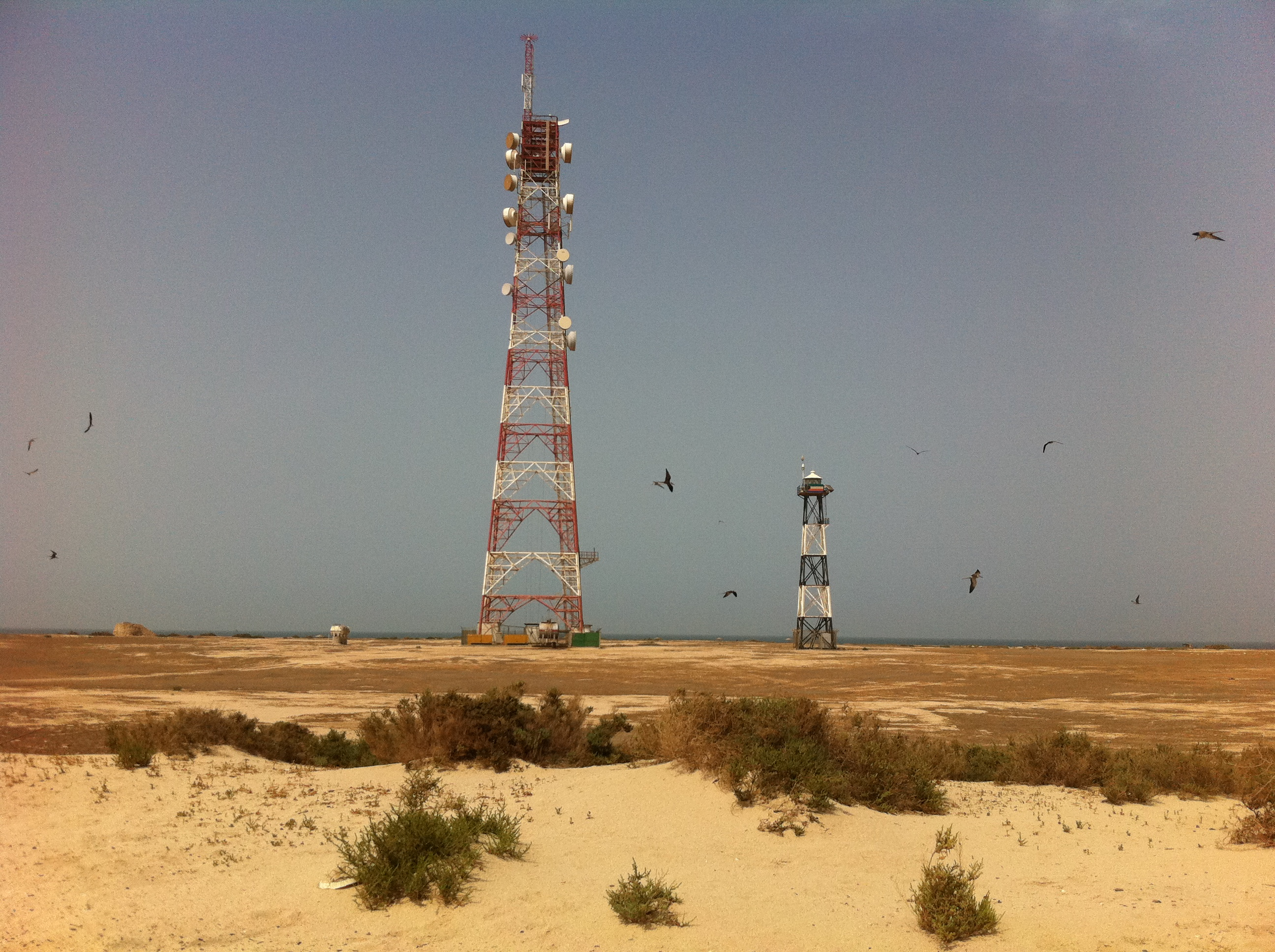
منارة لإرشاد السفن في وسط كبر.

تتميز جزيرة كبّر بمياهها الهادئة الصافية ورمالها الناعمة وكثرة الطيور النادرة والتي تجذب عشاق البحر وصيد السمك وهواة التصوير لزيارتها وهي من الجزر المتوسطة الحجم. أقيمت في وسطها منارة لإرشاد السفن العملاقة وناقلات النفط تعمل بالطاقة الشمسية وبجانبها برج كبير للإتصالات التابعة لخفر السواحل وشركات الاتصالات. وبها مهبط للطائرات العمودية الهليكوبتر.

## الحياة الفطرية
من أهم مميزاتها الطبيعية وجود بعض المظاهر الطبيعية النادرة وأنواع من النباتات النادرة الغير معروفة في المنطقة، وهي محوطة ببعض الشعب المرجانية الكبرى بالإضافة إلى كميات قليلة من المرجان، تضاريس الجزيرة تتكون من هضاب متوسطة الارتفاع حيث ترتفع ارتفاعا طفيفا في منطقة الوسط وتنخفض تدريجيا في الإتجاه نحو الساحل.
ومن أنواع الشعاب المرجانية التي تحيط الجزيرة:
- شعاب مديرة: وهي أعمق بقعة في المياه الكويتية حيث يصل عمقها إلى 32 متراً.
- شعاب أم العيش (صخرة تايلور): وهي صغيرة الحجم وغير متنوعة الشعاب بسبب تعرضها للتيارات القوية والأمواج، وتقع على بعد 10 كيلومتر جنوب شرق جزيرة كبّر.
- شعاب عريفجان: وهي أكبر شعاب منبسطة وقريبة من شاطئ الجزيرة، وتعتبر معتدلة التنوع في المجموعات المرجانية.

## الطيور في الجزيرة
تكثر بها أسراب من طيور البحر النادرة، وتعتبر جزيرة كبّر الملاذ الآمن لتكاثر طيور الخرشنة أو ما يعرف باسم خطاف البحر في الوقت الراهن وهناك ثلاثة أنواع منها تستوطن الجزيرة صيفا لتفرخ فيها وهي:
- الخرشة بيضاء الخد: وسميت بهذا الاسم لأنها تتميز ببياض في خدها،
- الخرشنة الملجمة: وسميت بهذا اللاسم لوجود لتواجد الخط الأسود من المنقار إلى ما وراء العين.
- الخرشنة المتوجة الصغيرة: وسميت بهذا الاسم لوجود نوع أكبر منها يفرخ حاليا في جزيرة بوبيان.

كما شهدت أيضا تفريخ طائر الخرشنة المتوجة الكبيرة وطائر الغرنوق الأسود.
وتأتي طيور الخرشنة إلى جزيرة كبّر في شهر مايو وتغادرها مع أفراخها في نهاية شهر أغسطس حيث يبقى القليل منها في جنوب الكويت في فصل الشتاء وتتكاثر الخرشنة في جزيرة كبر باعتبار المكان المناسب لها لتفريخها لوجود المرجان التي تكون مأوى للأسماك الصغيرة التي تتواجد وتعيش بالقرب من الساحل وحول الجزيرة والتي تعتبر الغذاء الرئيسي لها.
وتضع الخرشنة الملجمة أعشاشها في الجزيرة تحت أشجار السويداء على الرمال وبدون بناء عش وأحيانا عندما يكون العش بين الشجيرات تضع بعض الأعواد لتبني عشها وهي تهاجم طيور بني جنسها بشدة وضراوة عند اقتراب أي منها من العش وتحدث معارك ضارية بينهم قد تستمر لخمس دقائق أحيانا. كما تضع الخرشنة الملجمة في الغالب بيضة واحدة في العش والقليل يضع بيضتان ويتناوب الزوجان في حضن البيض واطعام الصغار وتكون مدة حضانة البيض من 28 إلى 30 يوما ويترك الطائر العش بعد ثلاثة أيام أو أكثر ليتخبيء خلف النباتات والصخور ويكتمل نموه بعد 55 إلى 63 يوما. وعند الاقتراب من أعشاشها فإنها تطير فوق الرؤوس وهي تصيح محاولة إخافة الشخص المقترب بالنزول بإتجاهه لكنها لا تقترب كثيرا مثل الخرشنة بيضاء الخد ولا تهاجم بحدة.
وقد تم اكتشاف ورصد أول تفريخ للخرشنة المتوجة الكبيرة عن طريق جمعية الطيور الكويتية في هذه الجزيرة في عام 1987. وأن أول من سجل تفريخ طائر الخرشنة الملجمة في جزيرة كبّر هو المعتمد البريطاني السابق في الخليج العربي السير بيرسي كوكس بتاريخ 9 يونيو 1905 وكان أكبر عدد قدر لهذا الطائر 4400 طائر بتاريخ 15 مايو 2003 كما قدرت الجمعية أعداده بتاريخ 8 يونيو 2009 بنحو 1800 طائر.

## التنقيب عن النفط
منحت حكومة الكويت عام 1949م حق امتياز التنقيب عن النفط في الجزيرة ومياهها لشركة أمين أويل الأمريكية لمدة ستين سنة.

## الغزو العراقي
كبقية الأراضي والجزر الكويتية تعرضت الجزيرة للتخريب والتدمير من قبل جيش الاحتلال العراقي بعد غزوه للكويت، وتم قتل حوالي ستة جنود عراقيين في الجزيرة ودفنوا فيها. حيث أتلفت منشآتها الحكومية وحرقوها، كما طال التدمير والتخريب تربتها ونباتاتها وشواطئها، وهجرتها الطيور البرية بسبب حرائق آبار النفط الكويتية والتلوث النفطي الذي تسرب إليها.

## الأخطار التي تواجهها
ما يميز موقعها وما تمتاز به من ظواهر طبيعية فريدة من العوامل المشجعة والرئيسة لاختيار جزيرة كبّر لأول محمية طبيعية من بين جميع جزر الكويت العديدة هو احتفاظها بطبيعتها المميزة، وقد إتخذت إجراءات أولية للمحافظة عليها من التلوث الذي يهدد الحياة الطبيعية فيها كالتقليل من الزيارات لها ولشاطئها، بعد أن لوحظ هجرة بعض أنواع الطيور النادرة منها، واختفاء بعض أنواع النباتات النادرة أيضا، وحينما يتم الانتهاء من مشروع تحويلها إلى محمية طبيعية ستكون جزيرة كبّر عنصر جذب للسياحة المحلية والخارجية التي تبشر بمستقبل مزدهر في هذه المنطقة.

## الحملات التطوعية
تشهد جزيرة كبّر حملات تنظيف لشواطئها وشعابها المرجانية تنظمها العديد من الجمعيات بالتعاون مع الجمعية الكويتية لحماية البيئة بهدف توعية رواد الجزيرة بضرورة الاهتمام بالبيئة وحمايتها من الملوثات.
بالإضافة إلى دور فريق الغوص الكويتي أنهم غاصوا حول محيط الجزيرة واكتشفوا آثار تلوث حول الشعاب المرجانية وعملوا على إزالتها.

## المساهمين في تنظيف الجزيرة
شركة نفط الكويت
في 2 أكتوبر 2012 نظمت شركة نفط الكويت حملتها السابعة على التوالي لتنظيف وحماية البيئة في جزيرة كبّر. وتهدف هذه الحملة في إيصال رسالة إلى كافة شرائح المجتمع من مواطنين ومقيمين بأهمية المحافظة على البيئة. لافتا إلى أن عددا كبيرا من موظفي شركة نفط الكويت شاركوا في حملة تنظيف جزيرة كبّر. في 1 يونيو 2011 بقيادة اللواء الشيخ محمد اليوسف الصباح، الوكيل المساعد لشئون أمن الحدود شاركت مجموعة من دوريات خفر السواحل وإدارة الإعلام الأمني لوزارة الداخلية وعدد من متطوعي فريق
وزارة الداخلية - الإدارة العامة لخفر السواحل
سنيار بشن حملة بيئية تهدف إلى تنظيف شواطئ جزيرة كبّر. وفي 16 أغسطس 2013 حملة بيئية لتنظيف جزيرة كبّر من المخلفات والتي نظمتها الإدارة العامة لخفر السواحل بالتعاون مع مؤسسات حكومية وأهلية من بينها بلدية الكويت، والهدف من الحملة هو إيصال رسائل إلى كل شرائح المجتمع من مواطنين ومقيمين بأهمية المحافظة على البيئة.
فريق الغوص الكويتي
في 30 مارس 2015 تمكن فريق الغوص الكويتي التابع للمبرة التطوعية البيئية من رفع شباك صيد عالقة ومهملة في شعاب جزيرة كبّر وإنقاذ الأسماك والكائنات البحرية العالقة فيها لاسيما السرطان الأحمر.

## أهم الأحداث
في 21 مايو 2009 كاد أن يكون أحد أعضاء فريق الغوص الكويتي فريسة سهلة لسمكة قرش عثر عليها أثناء قيام الفريق برفع شباك كبيرة عالقة في الشعاب المرجانية بجزيرة كبّر، حيث شاهد أحد أعضاء الفريق بسمكة قرش ضخمة عالقة بها وهي من نوع الزعنفة السوداء، واستطاع غواصو الفريق التعامل مع الموقف باحتراف لتحاشي خطورة هذه السمكة وإنقاذها من الشباك العالقة فيها.